# Felix Adolph Behrend
Felix Adolph Behrend (ur. 26 maja 1828 w Gdańsku, zm. 26 lutego 1875 w Gdańsku) – gdański kupiec i portugalski urzędnik konsularny.

## Życiorys
Syn Paula Augusta Adolpha Behrenda (1800–1853), kupca i urzędnika konsularnego Sycylii, oraz Neapolu i Sycylii w Gdańsku. Współwłaściciel firm handlu hurtowego: Felix Behrend (1853) i Theodor Behrend & Comp., Ferd. Geschkat success (1853–1963). Właściciel kilku statków – barków (1864), hotelu Dom Angielski (Englisches Haus) w Gdańsku (1872–1875) oraz współakcjonariusz browaru w Kuźniczkach. Był też kierownikiem konsulatu Portugalii w Gdańsku w randze wicekonsula (1858–1874) oraz członkiem zarządu Korporacji Kupców Gdańskich (Die Korporation der Kaufmannschaft zu Danzig) (1869–).